# (3713) Pieters
(3713) Pieters es un asteroide perteneciente al cinturón de asteroides, descubierto el 22 de marzo de 1985 por Edward Bowell desde la Estación Anderson Mesa (condado de Coconino, cerca de Flagstaff, Arizona, Estados Unidos).

## Designación y nombre
Designado provisionalmente como 1985 FA2. Fue nombrado Pieters en honor al geólogo estadounidense y experto en ciencias planetarias Carle M. Pieters.